# Synetocephalus monorhabdus
Synetocephalus monorhabdus är en skalbaggsart som först beskrevs av Blake 1942.  Synetocephalus monorhabdus ingår i släktet Synetocephalus och familjen bladbaggar. Inga underarter finns listade i Catalogue of Life.